# NGC 1534
NGC 1534 je galaksija u zviježđu Mreži.

## Vanjske poveznice
- SEDS: NGC 1534